# Joe Armstrong (informatik)
Joseph Leslie Armstrong (27. prosince 1950 Bournemouth, Anglie, Spojené království – 20. dubna 2019) byl britský počítačový vědec, vývojář a programátor pracující v oblasti distribuovaných systémů odolných proti chybám (anglicky fault-tolerant distributed systems). Nejvíce se proslavil jako spoluautor programovacího jazyka Erlang.

## Raný život a vzdělání
Armstrong se narodil v anglickém Bournemouthu v roce 1950. Programovat začal v 17 letech v jazyce Fortran na sálovém počítači (mainframe) místní samosprávy v rodném Bournemouthu. Tato zkušenost mu pomohla během studií fyziky na University College London. Uvádí se, že ladil programy svých spolužáků ve fortranu výměnou za pivo.

## Osobní život
V roce 1977 se oženil s Helen Taylorovou. Měli spolu dvě děti, Thomase a Claire.

## Profesní dráha
V roce 2003 získal titul Ph.D. v informatice na Královském technologickém institutu (švédsky Kungliga Tekniska högskolan, KTH) ve švédském Stockholmu. Jeho disertační práce nesla název Making reliable distributed systems in the presence of software errors (Vytváření spolehlivých distribuovaných systémů za přítomnosti softwarových chyb). Od roku 2014 působil na KTH jako profesor.
Mezi své výzkumné zájmy řadil:
- distribuované výpočty (distributed programming)
- nízkoenergetické výpočetní systémy (low-energy computing)
- funkcionální programování (functional programming)

Peter Seibel napsal:
Původně byl fyzik, ale když mu uprostřed doktorátu z fyziky došly prostředky, přešel na počítačové vědy (informatiku) a získal místo jako výzkumný pracovník u Donalda Michieho – jednoho ze zakladatelů oboru umělé inteligence (Artificial Intelligence; AI) ve Velké Británii.
V Michieho laboratoři se Armstrong seznámil s celou řadou zajímavostí z oblasti AI, stal se zakládajícím členem Britské asociace pro robotiku (British Automation and Robot Association; BARA) a psal články o robotickém vidění (také počítačové vidění).

Když v důsledku slavné Lighthillovy zprávy (Lighthill report, také „Artificial Intelligence: A General Survey“, od Jamese Lighthilla z roku 1973) došlo k vyčerpání finančních prostředků na umělou inteligenci, vrátil se na více než pět let zpět k programování souvisejícímu s fyzikou. Nejprve ve vědecké asociaci EISCAT a později ve Švédské vesmírné společnosti (Swedish Space Corporation; SSC), než nakonec nastoupil do laboratoře firmy Ericsson – Computer Science Lab, kde vymyslel Erlang.

### Erlang
Joe Armstrong, Robert Virding a Mike Williams vyvinuli v roce 1986 programovací jazyk Erlang. V této době pracovali v laboratoři Computer Science Lab (CSLab) společnosti Ericsson (ve čtvrti Älvsjö ve Stockholmu). Laboratoř CSLab byla oficiálně v provozu od 1. března 1984 do 30. června 2002.
V roce 1998, dvanáct let po jeho vyvinutí, uvolnili Erlang jako open source.

### Publikace
- ARMSTRONG, Joe. Programming Erlang : Software for a Concurrent World. Raleigh, N.C.: Pragmatic Bookshelf, 2007. 515 s. Dostupné online. ISBN 978-1-934356-00-5, ISBN 1-934356-00-X. OCLC 141384617 (anglicky)
- ARMSTRONG, Joe. Programming Erlang : Software for a Concurrent World. 2. vyd. [Frisco, TX]: Pragmatic Bookshelf, 2013. Dostupné online. ISBN 1-937785-53-X, ISBN 978-1-937785-53-6. OCLC 893436769 (anglicky)

## Úmrtí
Zemřel 20. dubna 2019 na infekci, komplikovanou navíc plicní fibrózou.

## Galerie
- Joe Armstrong (2009)
- Tvůrci programovacího jazyka Erlang, Robert Virding (vlevo) a Joe Armstrong (2013)